# 2013-as magyar úszóbajnokság
A 2013-as magyar úszóbajnokságot – amely a 115. magyar bajnokság volt – június 26. és 29. között rendezték meg a Debreceni Sportuszodában.

## Eredmények

### Férfiak
| Versenyszám                              | Arany                                                         | Arany    | Ezüst                                                                    | Ezüst    | Bronz                                                                       | Bronz    |
| ---------------------------------------- | ------------------------------------------------------------- | -------- | ------------------------------------------------------------------------ | -------- | --------------------------------------------------------------------------- | -------- |
| 50 m gyorsúszás Döntő: június 27.        | Takács Krisztián Dunaferr-DVSI                                | 22,37    | Bohus Richárd Békéscsabai Előre UK                                       | 23,23    | Mészáros Márk Budafóka XXII. SE                                             | 23,48    |
| 100 m gyorsúszás Döntő: június 29.       | Takács Krisztián Dunaferr-DVSI                                | 49,39    | Holoda Péter Hajduszoboszló Árpád SE                                     | 50,58    | Mészáros Márk Budafóka XXII. SE                                             | 51,36    |
| 200 m gyorsúszás Döntő: június 26.       | Bernek Péter Kőbánya SC                                       | 1:48,92  | Kis Gergő RÁJA '94                                                       | 1:48,93  | Cseh László Kőbánya SC                                                      | 1:51,53  |
| 400 m gyorsúszás Döntő: június 27.       | Kis Gergő RÁJA '94                                            | 3:50,76  | Rákos Patrik Balaton UK Veszprém                                         | 3:52,06  | Zámbó Balázs A Jövő SC                                                      | 3:56,29  |
| 800 m gyorsúszás Döntő: június 26.       | Kis Gergő RÁJA '94                                            | 8:00,21  | Rákos Patrik Balaton UK Veszprém                                         | 8:01,37  | Papp Márk A Jövő SC                                                         | 8:15,29  |
| 1500 m gyorsúszás Döntő: június 28.      | Kis Gergő RÁJA '94                                            | 15:16,67 | Zámbó Balázs A Jövő SC                                                   | 15:20,42 | Rákos Patrik Balaton UK                                                     | 15:35,65 |
| 50 m hátúszás Döntő: június 26.          | Bohus Richárd Békéscsaba Előre UK                             | 25,88    | Cseh László Kőbánya SC                                                   | 25,91    | Balog Gábor Dunaferr-DVSI                                                   | 26,13    |
| 100 m hátúszás Döntő: június 29.         | Bernek Péter Kőbánya SC                                       | 55,04    | Balog Gábor Dunaferr-DVSI                                                | 55,27    | Bohus Richárd Békéscsaba Előre UK                                           | 55,67    |
| 200 m hátúszás Döntő: június 27.         | Bernek Péter Kőbánya SC                                       | 1:57,30  | Balog Gábor Dunaferr-DVSI                                                | 1:58,14  | Földházi Dávid KVSC-KESI                                                    | 2:02,45  |
| 50 m mellúszás Döntő: június 28.         | Financsek Gábor Pécsi SN                                      | 28,12    | Szele Dávid Ferencvárosi TC                                              | 28,24    | Gyurta Dániel Újpesti TE                                                    | 28,52    |
| 100 m mellúszás Döntő: június 27.        | Gyurta Dániel Újpesti TE                                      | 1:00,58  | Financsek Gábor Pécsi SN                                                 | 1:01,45  | Szele Dávid Ferencvárosi TC                                                 | 1:02,47  |
| 200 m mellúszás Döntő: június 29.        | Horváth Dávid Kőbánya SC                                      | 2:15,30  | Financsek Gábor Pécsi SN                                                 | 2:15,67  | Osváth Artúr Százhalombattai VUK SE                                         | 2:18,24  |
| 50 m pillangóúszás Döntő: június 29.     | Cseh László Kőbánya SC                                        | 24,31    | Pulai Bence Kőbánya SC                                                   | 24,55    | Telegdy Ádám Kőbánya SC                                                     | 24,98    |
| 100 m pillangóúszás Döntő: június 27.    | Cseh László Kőbánya SC                                        | 52,51    | Pulai Bence Kőbánya SC                                                   | 52,66    | Biczó Bence Debreceni Sportcentrum SI                                       | 53,69    |
| 200 m pillangóúszás Döntő: június 28.    | Biczó Bence Debreceni Sportcentrum SI                         | 1:56,00  | Cseh László Kőbánya SC                                                   | 1:56,35  | Pulai Bence Kőbánya SC                                                      | 1:59,27  |
| 200 m vegyes úszás Döntő: június 29.     | Cseh László Kőbánya SC                                        | 1:58,60  | Verrasztó Dávid A Jövő SC                                                | 2:03,42  | Földházi Dávid KVSC-KESI                                                    | 2:03,66  |
| 400 m vegyes úszás Döntő: június 26.     | Földházi Dávid KVSC-KESI                                      | 4:23,19  | Horváth Dávid Kőbánya SC                                                 | 4:23,96  | Szabó Norbert Kőbánya SC                                                    | 4:24,26  |
| 4 × 100 m gyorsváltó Döntő: június 26.   | Kőbánya SC Bernek Péter Pulai Bence Pulai Vince Cseh László   | 3:24,32  | Dunaferr-DVSI Takács Krisztián Szabó Attila Keresztes Mátyás Balog Gábor | 3:24,78  | Békéscsaba Előre ÚK Bohus Richárd Valach Dávid Fehér Benjamin Hajtman Tamás | 3:32,74  |
| 4 × 200 m gyorsváltó Döntő: június 27.   | Kőbánya SC Cseh László Szabó Norbert Pulai Bence Bernek Péter | 7:28,85  | A Jövő SC Verrasztó Dávid Bátka Bálint Zámbó Balázs Papp Márk            | 7:42,82  | KVSC-KESI Földházi Dávid Tejes Péter Noel Kristóf Gábor Tamás               | 7:53,51  |
| 4 × 100 m vegyes váltó Döntő: június 29. | Kőbánya SC Cseh László Horváth Dávid Pulai Bence Bernek Péter | 3:40,52  | Dunaferr-DVSI Balog Gábor Vízkeleti Péter Takács Krisztián Szabó Attila  | 3:46,77  | A Jövő SC Zámbó Balázs Verrasztó Dávid Bátka Bálint Papp Márk               | 3:49,43  |

### Nők
| Versenyszám                              | Arany                                                              | Arany    | Ezüst                                                                | Ezüst    | Bronz                                                                     | Bronz    |
| ---------------------------------------- | ------------------------------------------------------------------ | -------- | -------------------------------------------------------------------- | -------- | ------------------------------------------------------------------------- | -------- |
| 50 m gyorsúszás Döntő: június 29.        | Sánta Adrienn Pécsi SN                                             | 26,18    | Pataki Fanni Kaposvári Cápák                                         | 26,33    | Molnár Flóra Délzalai Vízmű                                               | 26,66    |
| 100 m gyorsúszás Döntő: június 27.       | Verrasztó Evelyn A Jövő SC                                         | 54,98    | Jakabos Zsuzsanna ANK Úszóklub Pécs                                  | 55,81    | Mutina Ágnes A Jövő SC                                                    | 56,32    |
| 200 m gyorsúszás Döntő: június 29.       | Hosszú Katinka Vasas SC                                            | 1:57,35  | Verrasztó Evelyn A Jövő SC                                           | 1:59,49  | Kapás Boglárka BVSC-Zugló                                                 | 2:00,13  |
| 400 m gyorsúszás Döntő: június 28.       | Kapás Boglárka BVSC-Zugló                                          | 4:06,34  | Hosszú Katinka Vasas SC                                              | 4:07,34  | Jakabos Zsuzsanna ANK Úszóklub Pécs                                       | 4:16,66  |
| 800 m gyorsúszás Döntő: június 27.       | Kapás Boglárka BVSC-Zugló                                          | 8:30,35  | Hosszú Katinka Vasas SC                                              | 8:46,97  | Ferenczi Fanni A Jövő SC                                                  | 8:57,34  |
| 1500 m gyorsúszás Döntő: június 29.      | Kapás Boglárka BVSC-Zugló                                          | 16:33,51 | Sibalin Flóra Szegedi UE                                             | 16:45,84 | Olasz Anna Szegedi UE                                                     | 16:50,38 |
| 50 m hátúszás Döntő: június 28.          | Hosszú Katinka Vasas SC                                            | 28,96    | Joó Sára A Jövő SC                                                   | 29,65    | Szekeres Dorina Zalavíz UK                                                | 30,29    |
| 100 m hátúszás Döntő: június 27.         | Hosszú Katinka Vasas SC                                            | 1:01,03  | Szekeres Dorina Zalavíz UK                                           | 1:03,00  | Verrasztó Evelyn A Jövő SC                                                | 1:03,11  |
| 200 m hátúszás Döntő: június 29.         | Hosszú Katinka Vasas SC                                            | 2:11,85  | Szekeres Dorina Zalavíz UK                                           | 2:13,04  | Verrasztó Evelyn A Jövő SC                                                | 2:14,83  |
| 50 m mellúszás Döntő: június 26.         | Verrasztó Evelyn A Jövő SC                                         | 32,6     | Jakabos Zsuzsanna ANK Úszóklub Pécs                                  | 33,15    | Pecz Réka Vasas SC                                                        | 33,65    |
| 100 m mellúszás Döntő: június 29.        | Sebestyén Dalma Hullám '91 UE                                      | 1:11,87  | Pecz Réka Vasas SC                                                   | 1:12,51  | Török Eszter Budafóka XXII. SE                                            | 1:12,67  |
| 200 m mellúszás Döntő: június 27.        | Hosszú Katinka Vasas SC                                            | 2:30,62  | Kardos Viktória BVSC-Zugló                                           | 2:35,03  | Pecz Réka Vasas SC                                                        | 2:35,15  |
| 50 m pillangóúszás Döntő: június 27.     | Hosszú Katinka Vasas SC                                            | 27,03    | Szilágyi Liliána Kőbánya SC                                          | 27,16    | Joó Sára A Jövő SC                                                        | 27,34    |
| 100 m pillangóúszás Döntő: június 29.    | Hosszú Katinka Vasas SC                                            | 59,46    | Verrasztó Evelyn A Jövő SC                                           | 59,79    | Federics Nikolett A Jövő SC                                               | 1:02,97  |
| 200 m pillangóúszás Döntő: június 26.    | Hosszú Katinka Vasas SC                                            | 2:07,85  | Szilágyi Liliána Kőbánya SC                                          | 2:08,74  | Kapás Boglárka BVSC-Zugló                                                 | 2:09,11  |
| 200 m vegyes úszás Döntő: június 29.     | György Réka Kőbánya SC                                             | 2:15,07  | Sebestyén Dalma Hullám '91 UE                                        | 2:18,54  | Ferenczi Fanni A Jövő SC                                                  | 2:20,78  |
| 400 m vegyes úszás Döntő: június 26.     | Hosszú Katinka Vasas SC                                            | 4:41,99  | Szekeres Dorina Zalavíz ÚK                                           | 4:44,34  | György Réka Kőbánya SC                                                    | 4:48,64  |
| 4 × 100 m gyorsváltó Döntő: június 28.   | A Jövő SC Verrasztó Evelyn Kovács Zsanett Joó Sára Mutina Ágnes    | 3:49,66  | Kőbánya SC Szilágyi Liliána Orosz Viktória Illés Fanni György Réka   | 3:53,23  | BVSC-Zugló Gercsák Dóra Kardos Viktória Kiss Dóra Kapás Boglárka          | 3:54,52  |
| 4 × 200 m gyorsváltó Döntő: június 26.   | A Jövő SC Joó Sára Ferenczi Fanni Verrasztó Evelyn Mutina Ágnes    | 8:16,46  | BVSC-Zugló Kiss Dóra Gercsák Dóra Híves Virág Kapás Boglárka         | 8:26,73  | Kőbánya SC György Réka Sömenek Onon Kata Illés Fanni Orosz Viktória       | 8:30,07  |
| 4 × 100 m vegyes váltó Döntő: június 29. | A Jövő SC Joó Sára Verrasztó Evelyn Federics Nikolett Mutina Ágnes | 4:14,09  | Kőbánya SC Orosz Viktória Kertész Tímea Szilágyi Liliána György Réka | 4:16,58  | Vasas SC Czabady Tóth Dorottya Pecz Réka Hosszú Katinka Gyurinovics Fanni | 4:19,41  |

## Csúcsok
A bajnokság során az alábbi csúcsok születtek:
| Esemény                    | Idő     | Név            | Csapat     | Csúcs            |
| -------------------------- | ------- | -------------- | ---------- | ---------------- |
| Női 400 méteres gyorsúszás | 4:06,34 | Kapás Boglárka | BVSC-Zugló | Országos felnőtt |